# 4942 (1987 DU6)
4942 (1987 DU6) је астероид главног астероидног појаса са средњом удаљеношћу од Сунца која износи 2,201 астрономских јединица (АЈ).
Апсолутна магнитуда астероида је 13,0.